# Morgan Taylor
Frederick Morgan Taylor  (Sioux City, 17 april 1903 – Irondequoit, 16 februari 1975) was een Amerikaanse hordeloper. 
Taylor plaatste zich voor de Olympische Zomerspelen 1924 met een tijd van 52,6, dit was sneller dan het toenmalige wereldrecord van 54,2, maar de tijd werd niet erkend door de IAAF. Tijdens de Olympische Zomerspelen won Taylor de titel in een tijd van 52,6, deze tijd werd ook niet erkend als wereldrecord omdat hij een horde aanraakte. Tijdens de trials voor de Olympische Zomerspelen 1928 liep hij met 52,0 een wereldrecord, tijdens de spelen won hij de bronzen medaille. Vier jaar later tijdens de Olympische Zomerspelen 1932 in eigen land won Taylor wederom de bronzen medaille. 

## Palmares

### 400 m horden
- 1924:  OS - 52,6 s
- 1928:  OS - 53,6 s
- 1932:  OS - 52,0 s

1900: John Tewksbury ·
1904: Harry Hillman ·
1908: Charles Bacon ·
1920: Frank Loomis ·
1924: Morgan Taylor ·
1928: David Burghley ·
1932: Bob Tisdall ·
1936: Glenn Hardin ·
1948: Roy Cochran ·
1952: Charles Moore ·
1956: Glenn Davis ·
1960: Glenn Davis ·
1964: Rex Cawley ·
1968: David Hemery ·
1972: John Akii-Bua ·
1976: Edwin Moses ·
1980: Volker Beck ·
1984: Edwin Moses ·
1988: André Phillips ·
1992: Kevin Young ·
1996: Derrick Adkins ·
2000: Angelo Taylor ·
2004: Félix Sánchez ·
2008: Angelo Taylor ·
2012: Félix Sánchez ·
2016: Kerron Clement ·
2020: Karsten Warholm ·
2024: Rai Benjamin